# Nueva Zelanda en los Juegos Olímpicos de Sarajevo 1984
Nueva Zelanda estuvo representada en los Juegos Olímpicos de Sarajevo 1984 por un total de 6 deportistas que compitieron en esquí alpino.  
El portador de la bandera en la ceremonia de apertura fue el esquiador Markus Hubrich. El equipo olímpico neozelandés no obtuvo ninguna medalla en estos Juegos.